# Osmia mutensis
Osmia mutensis är en biart som beskrevs av Peters 1978. Osmia mutensis ingår i släktet murarbin, och familjen buksamlarbin. Inga underarter finns listade i Catalogue of Life.